# Tatarisches Alphabet
Das tatarische Alphabet bezeichnet das in einer bestimmten Zeit oder einer bestimmten Region verwendete Alphabet zur Schreibung der tatarischen Sprache.

## Historisch und aktuell verwendete Alphabete
- Bis 1920 wurde Tatarisch überwiegend in Alphabeten aus der arabischen Schrift geschrieben, nämlich bis 1920 im İske imlâ, anschließend in Russland bis 1927 im Yaña imlâ („Neues Alphabet“). In diesem werden Vokale mit Grundbuchstaben statt mit Zusatzzeichen geschrieben, es handelt sich also um ein Alphabet im engeren Sinne (und nicht um ein Abdschad). Eine spezielle Rolle spielt das tiefgestellte Alif zur Markierung „vorderer“ und „hinterer“ Vokale im Zusammenhang mit der Vokalharmonie des Tatarischen.[1]
In China wird das Tatarische heute noch mit arabischen Schriftzeichen geschrieben.
- Ab 1927 bis 1939 wurde das Tatarische im Jaꞑalif geschrieben, einer parallel zum türkischen Alphabet auf dem Turkologenkongress von Baku 1926 entwickelten Variante der Lateinschrift.
- Nachdem schon Nikolai Iwanowitsch Ilminski im Rahmen seiner Bemühungen um eine Mission des orthodoxen Christentums eine kyrillische Verschriftung des Tatarischen entwickelt hatte, wurde das Tatarische seit 1939 auf Anordnung Stalins[2] erneut mit kyrillischen Buchstaben geschrieben, allerdings in einem neu entwickelten Alphabet.
- 1999 wurde ein neues lateinisches Alphabet entworfen und auch zeitweise neben dem kyrillischen benutzt. Dieses verwendet die Zeichen des modernen türkischen Lateinalphabets, behielt jedoch für die dort nicht vorkommenden Laute die Zeichen Ə/ə (ähnlich wie das aktuelle aserbaidschanische Alphabet) und Ꞑ/ꞑ aus dem Jaꞑalif bei, ebenso Ɵ/ɵ statt türkisch Ö/ö.
- Bis 2012 wurde dies lateinische Alphabet revidiert, indem die drei nicht im türkischen Alphabet enthaltenen Buchstabenpaare durch die auch in mehreren anderen europäischen Sprachen verwendeten (und daher in gängigen Computerschriftarten eher vorhandenen) Buchstabenpaare Ä/ä, Ñ/ñ und Ö/ö ersetzt wurden. Dies Alphabet darf auch gemäß einem im Dezember 2012 veröffentlichten Gesetz[3] offiziell neben dem aktuellen kyrillischen verwendet werden.

## Kyrillische Version
Das aktuell offizielle kyrillische tatarische Alphabet enthält die folgenden 39 Buchstaben:
| А а | Ә ә | Б б | В в | Г г | Д д | Е е | Ё ё |
| Ж ж | Җ җ | З з | И и | Й й | К к | Л л | М м |
| Н н | Ң ң | О о | Ө ө | П п | Р р | С с | Т т |
| У у | Ү ү | Ф ф | Х х | Һ һ | Ц ц | Ч ч | Ш ш |
| Щ щ | Ъ ъ | Ы ы | Ь ь | Э э | Ю ю | Я я |     |

## Lateinische Version
Das aktuell offizielle lateinische tatarische Alphabet enthält die folgenden 34 Buchstaben:
| A a | Ä ä | B b | C c | Ç ç | D d | E e | F f |
| G g | Ğ ğ | H h | I ı | İ i | J j | K k | Q q |
| L l | M m | N n | Ñ ñ | O o | Ö ö | P p | R r |
| S s | Ş ş | T t | U u | Ü ü | V v | W w | X x |
| Y y | Z z |     |     |     |     |     |     |

## Vergleichstabelle
| Kyrillisch           | Kyrillisch                            | Kyrillisch                   | Arabisch             | Arabisch                              | Latein              | Latein        | Latein        | IPA             |
| Kyrillisch (um 1939) | Name                                  | Ilminski- Alphabet (19. Jh.) | İske imlâ (vor 1920) | Yaña imlâ (1920–1927) Arabisch (2012) | Jaꞑalif (1927–1939) | Latein (1999) | Latein (2012) | IPA             |
| -------------------- | ------------------------------------- | ---------------------------- | -------------------- | ------------------------------------- | ------------------- | ------------- | ------------- | --------------- |
| А а                  | а                                     | А а                          | ا ,آ                 | ﯪ                                     | A a                 | A a           | A a           | [a]             |
| Ә ә                  | ә                                     | Ӓ ӓ                          | ا ,ه                 | ﺋﻪ                                    | Ə ə                 | Ə ə           | Ä ä           | [æ]             |
| Б б                  | бы                                    | Б б                          | ب                    | ب                                     | B ʙ                 | B b           | B b           | [b]             |
| В в                  | вы                                    | В в                          | ۋ                    | ۋ                                     | V v                 | V v           | V v           | [w]; [v]        |
| —                    | вэ (у)                                | —                            | و                    | و                                     | —                   | W w           | W w           | [w]             |
| Г г                  | гэ                                    | Г г                          | گ                    | ﮒ                                     | G g                 | G g           | G g           | [ɡ]; [ɣ]        |
| —                    | гы                                    | —                            | ع ,غ                 | ﻉ                                     | Ƣ ƣ                 | Ğ ğ           | Ğ ğ           | [ɣ]             |
| Д д                  | ды                                    | Д д                          | د                    | ﺩ                                     | D d                 | D d           | D d           | [d]             |
| Е е                  | е                                     | Е е                          | ي                    | ى                                     | E e (Je je)         | E e (Ye ye)   | E e, Ye ye    | [je]; [jɤ]; [e] |
| Ё ё                  | йо                                    | Ё ё                          | يو                   | يؤ                                    | Jo jo               | Yo yo         | Yo yo         | [jo]            |
| Ж ж                  | жы                                    | Ж ж                          | ژ                    | ژ                                     | Ƶ ƶ                 | J j           | J j           | [ʒ]             |
| Җ җ                  | җэ                                    | Ж ж                          | ج                    | ﺝ                                     | Ç ç                 | C c           | C c           | [ʑ]             |
| З з                  | зы                                    | З з                          | ز                    | ﺯ                                     | Z z                 | Z z           | Z z           | [z]             |
| И и                  | и                                     | И и                          | ي                    | ئی                                    | I i                 | İ i           | İ i           | [i]             |
| Й й                  | йы                                    | Й й                          | ي                    | ي                                     | J j                 | Y y           | Y y           | [j]             |
| К к                  | кэ                                    | К к                          | ﮎ                    | ﮎ                                     | K k                 | K k           | K k           | [k]; [q]        |
| —                    | кы                                    | —                            | ق                    | ق                                     | Q q                 | Q q           | Q q           | [q]             |
| Л л                  | лы                                    | Л л                          | ل                    | ل                                     | L l                 | L l           | L l           | [l]             |
| М м                  | мы                                    | М м                          | م                    | م                                     | M m                 | M m           | M m           | [m]             |
| Н н                  | ны                                    | Н н                          | ن                    | ن                                     | N n                 | N n           | N n           | [n]             |
| Ң ң                  | ңы                                    | Ҥ ҥ                          | نک ,ڭ                | ڭ                                     | Ꞑ ꞑ                 | Ꞑ ꞑ           | Ñ ñ           | [ŋ]             |
| О о                  | о                                     | О о                          | و                    | ﯰ ِ                                    | O o                 | O o           | O o           | [o]             |
| Ө ө                  | ө                                     | Ӧ ӧ                          | و                    | ﯰ                                     | Ɵ ɵ                 | Ɵ ɵ           | Ö ö           | [ø]             |
| П п                  | пы                                    | П п                          | پ                    | ﭖ                                     | P p                 | P p           | P p           | [p]             |
| Р р                  | ры                                    | Р р                          | ﺭ                    | ﺭ                                     | R r                 | R r           | R r           | [r]             |
| С с                  | сы                                    | С с                          | ﺱ                    | ﺱ                                     | S s                 | S s           | S s           | [s]             |
| Т т                  | ты                                    | Т т                          | ت                    | ت                                     | T t                 | T t           | T t           | [t]             |
| У у                  | у                                     | У у                          | و                    | ﯮ ِ                                    | U u                 | U u           | U u           | [u]; [w]        |
| Ү ү                  | ү                                     | Ӱ ӱ                          | و                    | ﯮ                                     | Y y                 | Ü ü           | Ü ü           | [y]; [w]        |
| Ф ф                  | фы                                    | Ф ф                          | ف                    | ف                                     | F f                 | F f           | F f           | [f]             |
| Х х                  | хы                                    | Х х                          | خ ,ﺡ                 | ﺡ                                     | X x                 | X x           | X x           | [x]             |
| Һ һ                  | һэ                                    | Х х                          | ه                    | ه                                     | H h                 | H h           | H h           | [h]             |
| Ц ц                  | цы                                    | Ц ц                          | —                    | تس                                    | Ts ts               | Ts ts         | Ts ts         | [t͡s]            |
| Ч ч                  | чы                                    | Ч ч                          | چ                    | ﭺ                                     | C c                 | Ç ç           | Ç ç           | [ɕ]             |
| Ш ш                  | шы                                    | Ш ш                          | ش                    | ﺵ                                     | Ş ş                 | Ş ş           | Ş ş           | [ʃ]             |
| Щ щ                  | щы                                    | Щ щ                          | —                    | شچ                                    | Şc şc               | Şç şç         | Şç şç         | [ʃɕ]            |
| Ъ ъ                  | калынлык билгесе /qɑlɤnˈlɤq bilɡeˈse/ | Ъ ъ                          | ء                    | —                                     | ’                   | —             | —             | [ʔ]             |
| Ы ы                  | ы                                     | Ы ы                          | ي                    | ئ ِ                                    | Ь ь                 | I ı           | I ı           | [ɤ]             |
| Ь ь                  | нечкәлек билгесе /neɕkæˈlek bilɡeˈse/ | Ь ь                          | —                    | —                                     | —                   | ’             | —             | [ʔ]             |
| Э э                  | э                                     | Э э                          | ي                    | ئ                                     | E e                 | E e           | E e           | [e]; [ʔ]        |
| Ю ю                  | ю                                     | Ю ю                          | يو                   | يو                                    | Ju Ju (Jy jy)       | Yu yu (Yü yü) | Yu yu (Yü yü) | [ju]; [jy]      |
| Я я                  | я                                     | Я я                          | يا                   | يا                                    | Ja Ja (Jə jə)       | Ya ya (Yə yə) | Ya ya (Yä yä) | [ja]; [jæ]      |

Anmerkungen
1. Im historischen kyrillischen Alphabet (Ilminski-Alphabet) konnten auch die Buchstaben Ѣ (Jat), Ѳ (Fita) und І verwendet werden.
2. Im modernen kyrillischen Alphabet werden für die Konsonanten ğ und q manchmal die Digraphen гъ bzw. къ verwendet.
3. Zur Vokalschreibung im Yaña imlâ siehe die Beschreibung dieses Alphabets im Abschnitt „Historisch und aktuell verwendete Alphabete“ oben.

## Textbeispiel
| Iske imlâ | Yaña imlâ | Yañalif | Kyrillisch | Latein | Deutsch |
| --- | --- | --- | --- | --- | --- |
| بارلق كشیلر دا آزاد هم اوز آبرويلري هم حقوقلری یاغیننن تینک بولیپ طوالر. آلرغا عقل هم وجدان برلگان هم بر-برسینا قراطا طوغاننرچا مناسبتتا بولرغا تییشلر. | بارلئق كئشئلەر دە ئازات هەم ئوز ئابرویلارئ هەم حۇقوقلارئ یاعئننان تیڭ بولئپ توالار. ئالارعا ئاقئل هەم وۇجدان بیرئلگەن هەم بئر-بئرسئنە قاراتا توعاننارچا مۇناسەبەتتە بولئرعا تیئشلەر | Вarlьq keşelər də azat həm yz aʙrujlarь həm xoquqlarь jaƣьnnan tiꞑ ʙulьp tualar. Alarƣa aqьl həm vɵçdan ʙirelgən həm ʙer-ʙersenə qarata tuƣannarca mɵnasəʙəttə ʙulьrƣa tieşlər. | Барлык кешеләр дә азат һәм үз абруйлары һәм хокуклары ягыннан тиң булып туалар. Аларга акыл һәм вөҗдан бирелгән һәм бер-берсенә карата туганнарча мөнасәбәттә булырга тиешләр. | Barlıq keşelär dä azat häm üz abruyları häm xoquqları yağınnan tiñ bulıp tualar. Alarğa aqıl häm wöcdan birelgän häm ber-bersenä qarata tuğannarça mönasäbättä bulırğa tieşlär. | Alle Menschen sind frei und gleich an Würde und Rechten geboren. Sie sind mit Vernunft und Gewissen begabt und sollen einander im Geist der Brüderlichkeit begegnen. |

(Allgemeine Erklärung der Menschenrechte, Artikel 1)